# ثوم أصفر
الثوم الأصفر (باللاتينية: Allium flavum) نوع نباتي عشبي يتبع جنس الثوم من الفصيلة الثومية.

## الموئل والانتشار
ينتشر في المغرب العربي وتركيا والقوقاز واليونان وبلغاريا ورومانيا وأوكرانيا وجنوب روسيا وألبانيا ومقدونيا وصربيا والجبل الأسود والبوسنة وكرواتيا وسلوفينيا وتشيكيا وسلوفاكيا والمجر وإيطاليا وفرنسا والنمسا.